# Saint-Julien-des-Points
Saint-Julien-des-Points is een gemeente in het Franse departement Lozère (regio Occitanie) en telt 108 inwoners (2009). De plaats maakt deel uit van het arrondissement Florac.

## Geografie
De oppervlakte van Saint-Julien-des-Points bedraagt 3,8 km², de bevolkingsdichtheid is dus 28,4 inwoners per km².
De onderstaande kaart toont de ligging van Saint-Julien-des-Points met de belangrijkste infrastructuur en aangrenzende gemeenten.

## Demografie
Onderstaande figuur toont het verloop van het inwonertal (bron: INSEE-tellingen).